# Teresa Łubieńska
Teresa  Maria Apolonia Łubieńska, geborene Skarżyńska, (* 18. April 1884; † 25. Mai 1957 in London) war eine polnische Widerstandskämpferin und Sozialaktivistin. 1957 fiel sie in einer Londoner U-Bahn-Station einem tödlichen Überfall zum Opfer; der Täter konnte nicht ermittelt werden.

## Biographie

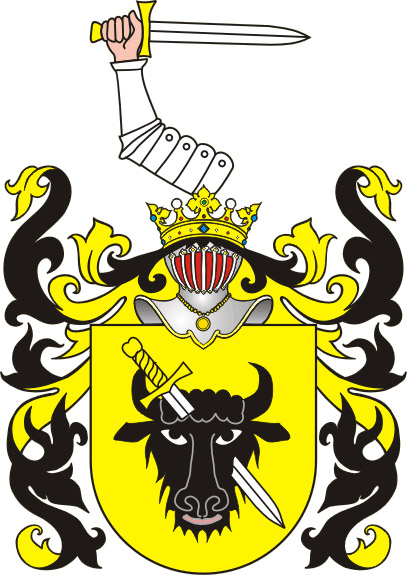
Wappen der Familie Łubieński

Teresa Skarżyńska, genannt „Rena“, war die Tochter von Wacław Skarżyński und Krystyna geb. Gołębiowska und wurde auf dem Landgut Rybie bei Kutno geboren. Ihre Familie gehörte zum polnischen Adel. Sie absolvierte eine von Nonnen geleitete Schule in Jarosław und studierte anschließend in Krakau an der Jagiellonen-Universität Literatur und Geschichte sowie Kunst an der Adrian-Baraniecki-Hochschule. Im Jahr 1902 heiratete sie den Adligen Edward Łubieński (* 1871; † 1919). 1906 wurde auf den Łubieński-Ländereien in Łaszów ein Sohn, Stanisław, und 1910 die Tochter Izabela geboren.
1918 wurden die Ländereien beschlagnahmt, ihr Ehemann Edward Łubieński fiel 1919 im polnisch-sowjetischen Krieg. Teresa Łubieńska zog mit ihren Kindern nach Warschau und engagierte sich im Roten Kreuz. Ihr Sohn Stanisław wurde 1939 beim Überfall der Wehrmacht auf Polen getötet. Daraufhin schloss sie sich dem Widerstand gegen die Besatzung Polens durch die Deutschen an. Sie wurde Leutnant der polnischen Heimatarmee und Mitglied der Untergrundorganisation Muszkieterowie („Musketiere“). Ihr Deckname war „33“. Nachdem die Besatzer bei ihr entflohene Gefangene aufgespürt hatten und die Gruppe aufgeflogen war, wurde sie am 11. November 1942 verhaftet und am 13. Mai 1943 in das KZ Auschwitz deportiert. Am 14. August 1944 wurde sie angesichts der herannahenden Offensive mit dem ersten Transport in das KZ Ravensbrück gebracht.
Am 25. April 1945 wurde Teresa Łubieńska vom Roten Kreuz nach Schweden in Sicherheit gebracht. Nach Kriegsende zog sie nach London, wo sich ihre Tochter, die vor Ausbruch des Krieges im polnischen Außenministerium in Paris gearbeitet hatte, bereits aufhielt. Sie arbeitete erneut mit dem Roten Kreuz zusammen und half Gefangenen der Konzentrationslager, Entschädigungen zu erhalten. In der Londoner polnischen Gemeinde war sie hochgeschätzt, und sie wurde als „Gräfin“ angesprochen.
Im Mai 1957 meldete Łubieńska der Polizei, dass sie sich bedroht fühle. Am Abend des 24. Mai befand sie sich in der Londoner U-Bahn auf dem Heimweg von einer Zusammenkunft im Stadtteil Ealing. Sie stieg in der menschenleeren Station Gloucester Road aus. Dort wurde sie überfallen und mit fünf Messerstichen schwer verletzt. Ein Underground-Mitarbeiter fand sie, nachdem er ihre lauten Rufe „Bandit, Bandit, ich wurde niedergestochen“ gehört hatte. Sie wurde in das St Mary Abbot’s Hospital in Kensington gebracht, wo sie starb. Sie wurde 73 Jahre alt. Teresa Łubieńska wurde am 1. Juni 1957 auf dem Brompton Cemetery beerdigt. Posthum wurde sie mit dem Goldenen Verdienstkreuz mit Schwertern der Republik Polen geehrt.
Die Ermittlungen zu dieser Straftat zogen sich über Jahre hin. Die britische Polizei startete umfangreiche Pressekampagnen und befragte rund 18.000 Zeugen. Dennoch konnte der Täter nicht ermittelt werden. Ein Raubmord etwa wurde ausgeschlossen, da die Handtasche von Łubieńska nicht gestohlen worden war. Die Tochter von Teresa Łubieńska, Izabela, zeigte sich in einem Interview überzeugt, dass es sich um einen politischen Mord gehandelt habe. Sie selbst habe schon Tage vor dem Mord das Gefühl gehabt, eine „Tragödie“ stünde bevor. Da Teresa Łubieńska durch ihre Vergangenheit und ihre Tätigkeiten in London Kenntnis von politischen Geheimnissen hatte, zog die Polizei unter anderem in Betracht, ein Kollaborateur aus Kriegszeiten habe befürchtet, von ihr verraten zu werden, und sie deshalb getötet.